# Буяк (Мазовецьке воєводство)
Буяк (пол. Bujak) — село в Польщі, у гміні Скаришев Радомського повіту Мазовецького воєводства.
Населення — 245 осіб (2011).
У 1975-1998 роках село належало до Радомського воєводства.

## Демографія
Демографічна структура станом на 31 березня 2011 року:
|          | Загалом | Допрацездатний вік | Працездатний вік | Постпрацездатний вік |
| -------- | ------- | ------------------ | ---------------- | -------------------- |
| Чоловіки | 127     | 32                 | 88               | 7                    |
| Жінки    | 118     | 30                 | 69               | 19                   |
| Разом    | 245     | 62                 | 157              | 26                   |